# Josip Bozanić

Josip Bozanićs vapen. Mottot "Da život imaju" (För att de skall ha liv) kommer från Johannesevangeliet, kap 10:10.

Josip Bozanić, född 20 mars 1949 i Rijeka i Kroatien (dåvarande Jugoslavien), är en kroatisk kardinal, Zagrebs ärkebiskop och ledare av Romersk-katolska kyrkan i Kroatien. 

## Biografi

### Uppväxt och grundutbildning
Josip Bozanić föddes den 20 mars 1949 i Rijeka i dåvarande Jugoslavien (nuvarande Kroatien). Hans föräldrar, Ivan och Dinka (flicknamn Valković), var från Vrbnik på ön Krk där Josip växte upp och gick i grundskolan.
Som prästkandidat i Krks stift genomförde han gymnasiestudier vid det teologiska seminariet i Pazin. Senare läste han teologi i Rijeka och Zagreb där han tog examen vid Katolska teologiska fakulteten (Katolički bogoslovni fakultet).

### Det pastorala arbetet
Bozanić prästvigdes den 29 juni 1975 i Krk och hans första pastorala tjänst var som assistent åt Krks biskop Karmelo Zazinović. 1976-1978 tjänade han som kaplan i Mali Lošinj och vikarierande präst för församlingarna i Ćunski och Veli Lošinj. 
1978 återvände han till tjänsten som assistent åt Krks biskop och påbörjade samtidigt studier vid Katolska teologiska fakulteten i Zagreb där han hösten 1979 tog magisterexamen. Han sändes därefter till Rom för vidare teologistudier vid Gregoriana och Det påvliga lateranuniversitetet där han tog licentiatexamen i kanonisk rätt. Efter studietiden i Rom 1979-1985 återvände han till dåvarande Jugoslavien och tjänade som kansler (1986-1987) och generalvikarie (1987-1989) i Krks stift.

### Biskops- och ärkebiskopsämbetet
Den 10 maj 1989 utsåg påven Johannes Paulus II honom till koadjutor och den 25 juni samma år biskopsvigdes han i Krks domkyrka av den dåvarande kardinalen och ärkebiskopen av Zagreb Franjo Kuharić. 1997 pensionerades Kuharić och den 5 juli 1997 utsåg Johannes Paulus II Bozanić till ärkebiskop av Zagreb. 

### Kardinalatet
Den 21 oktober 2003 utsåg Johannes Paulus II honom till kardinal inom Romersk-katolska kyrkan och kardinalpräst av San Girolamo dei Croati i Rom. Som kardinal deltog Bozanić vid konklaven 2005 och 2013.